# Maxi-Race du Lac d'Annecy
La Maxi-Race du Lac d'Annecy est un ultra-trail disputé chaque année en mai à Annecy en Haute-Savoie. La course reine de 85 km fait le tour du lac d'Annecy en passant notamment par le sommet du Semnoz, le col de la Forclaz, Menthon-Saint-Bernard et le mont Veyrier.

## Histoire
La MaXi-Race est apparue en 2011 en succédant à un autre trail faisant lui aussi le tour du lac d'Annecy et qui se nommait l'Annécime (entre 2005 et 2009), mais Eric Dubois, directeur de course, et son organisation avaient annulé l'événement en 2010 et décidé de ne plus réaliser.
Sous la direction de Stéphane Agnoli et de toute son équipe, la MaXi-Race est passée de 1200 coureurs en 2011 à plus de 9 000 inscrits en 2018, avec comme slogan "Par des Coureurs".
En 2013, la MaXi-Race fut annulée sur décision préfectorale en raison de conditions météorologiques très froides.
En 2015, la course accueille les 5e championnats du monde de trail. À cette occasion, l'équipe de France réussi un quadruplé historique en remportant les épreuves individuelles et par équipes chez les hommes et les femmes. La Maxi-Race acquiert alors une renommée internationale. Avec le succès grandissant de la course, les épreuves se multiplient et le concept s'exporte à l'étranger.
L'édition 2017 voit l'introduction de l'Ultra Race, une course de plus de 110 km.
En 2018, 11 formats de courses différents sont organisés en France et d'autres Maxi-Race sont organisés dans cinq pays différents (Chine, Équateur, Portugal, Italie, Afrique du Sud).
En 2019, la Short-Race intègre le calendrier de la Coupe du monde de course en montagne. Durant cette édition, les coureurs ont dû faire face à un tracé particulièrement boueux et à des plaques de neige sur les fins des ascensions du Semnoz, de la montagne du Charbon et du roc de Lancrenaz.
Après une annulation en 2020 à cause de la crise du Coronavirus, les organisateurs ont annoncé les dates de l'édition 2021 pour les 29 et 30 mai. Toutefois, avec un nombre de participants réduit à 5 000 maximum, les courses sont reportées aux 30 et 31 octobre.
Pour des questions d'organisation et de sécurité des parcours, les courses Ultra-Race, XL-Race et XXL-Race n'ont pas lieu en 2022.
L'édition 2024 accueille les championnats d'Europe de course en montagne et trail.

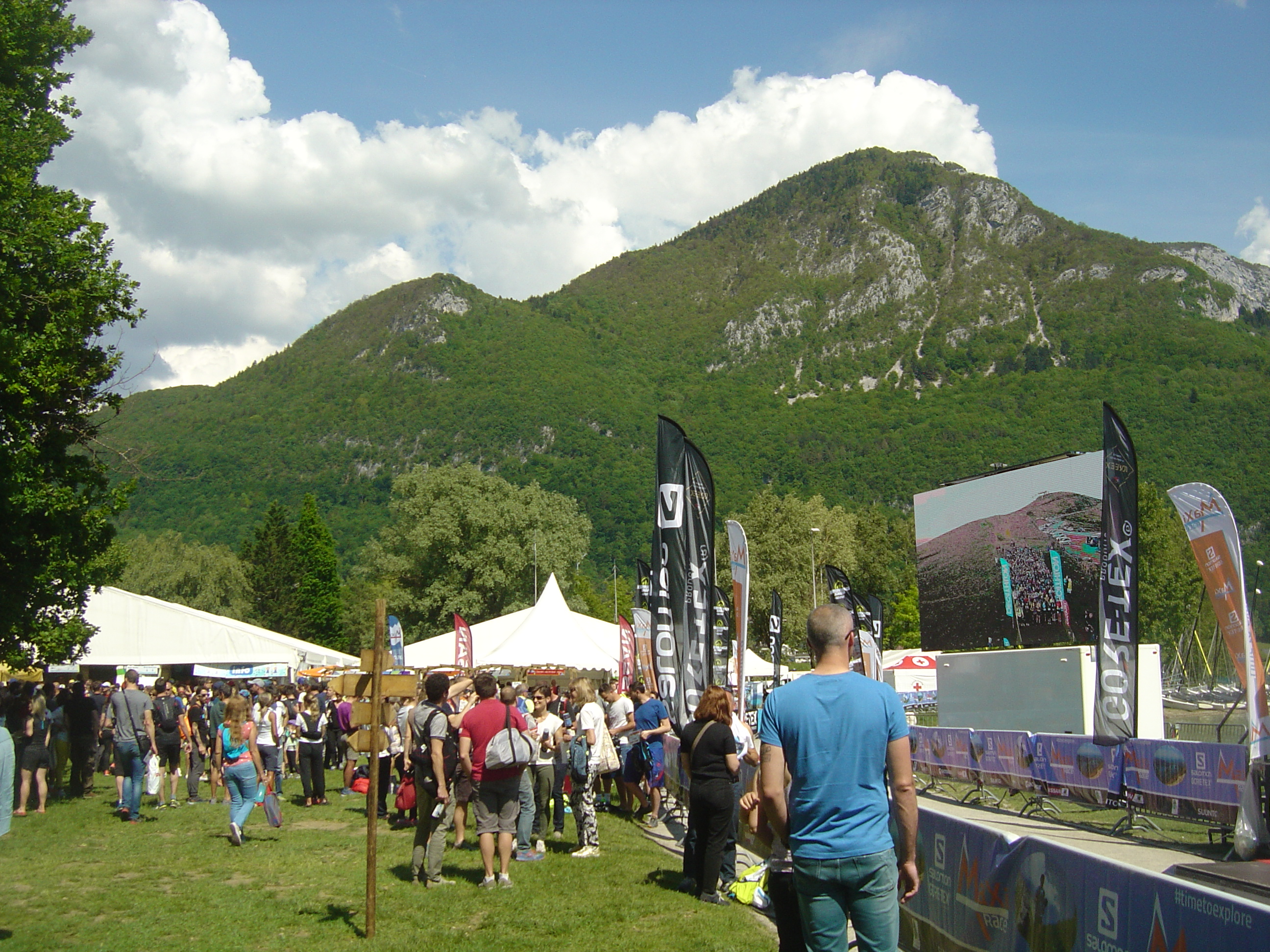
Le Maxi-Village sur la plage d'Albigny
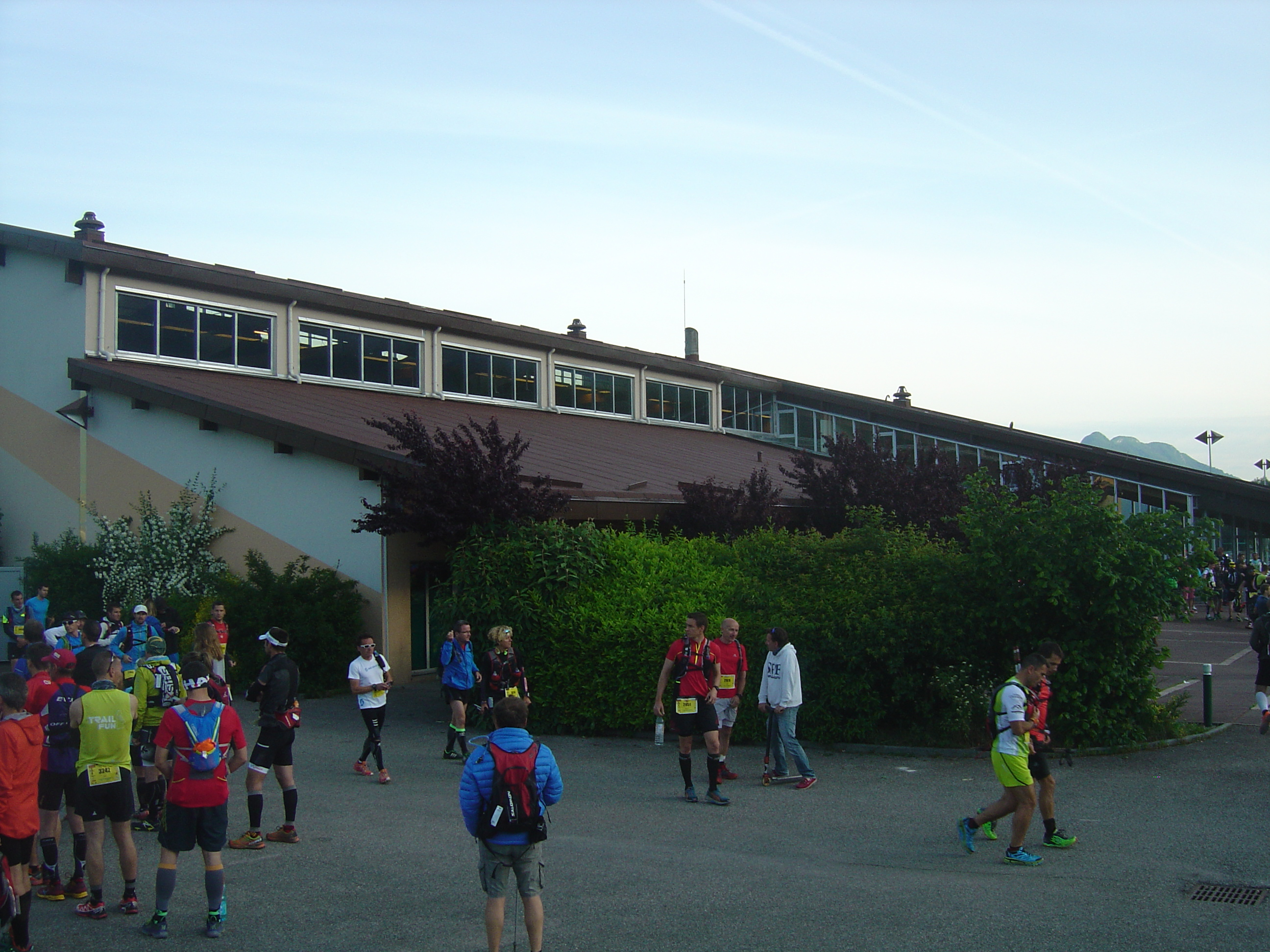
Le gymnase de Doussard avant le départ de la Marathon Race 2015
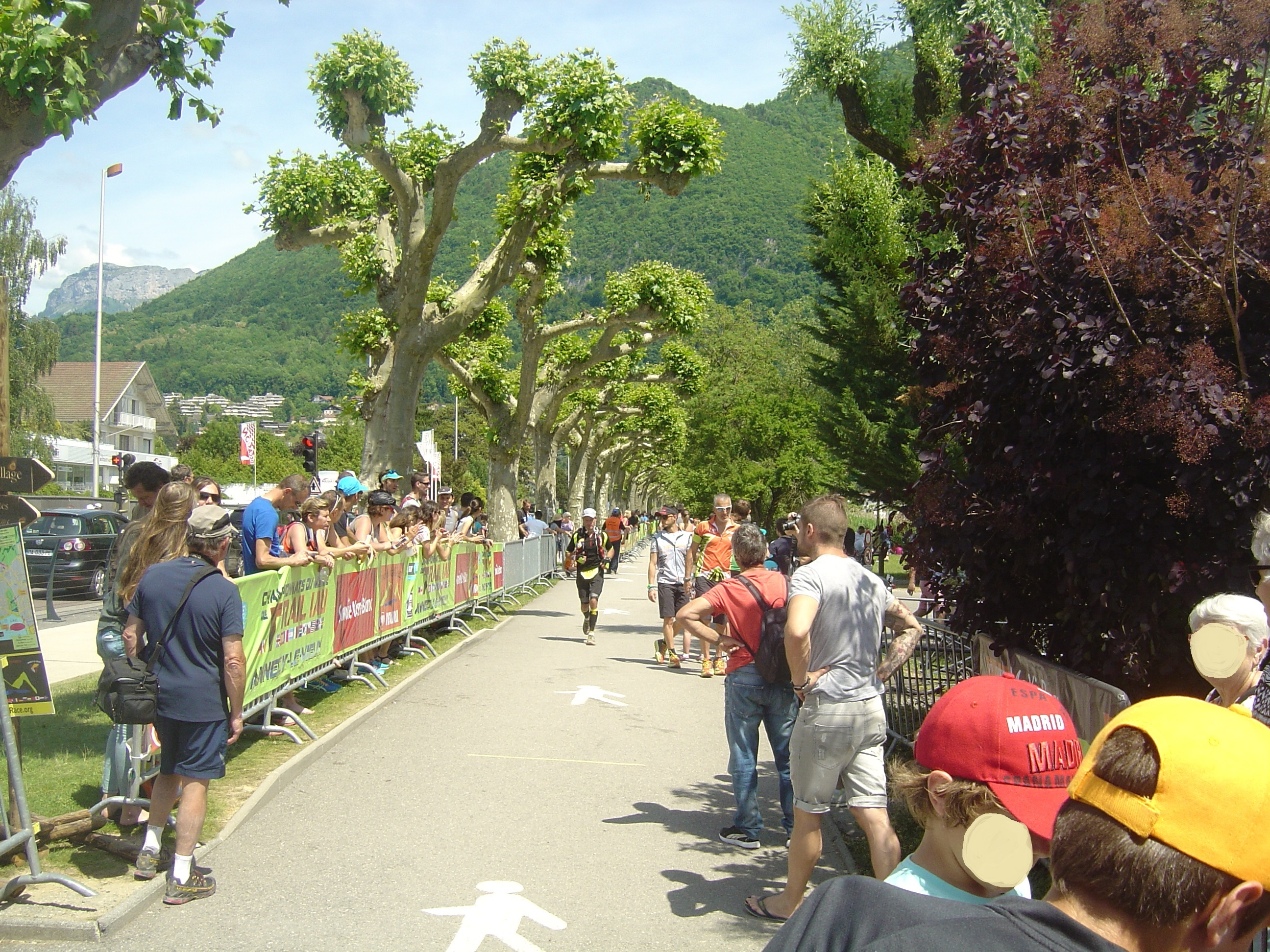
Vue en arrière sur la dernière ligne droite avant l’arrivée à Annecy-le-Vieux, sur la Marathon Race 2015
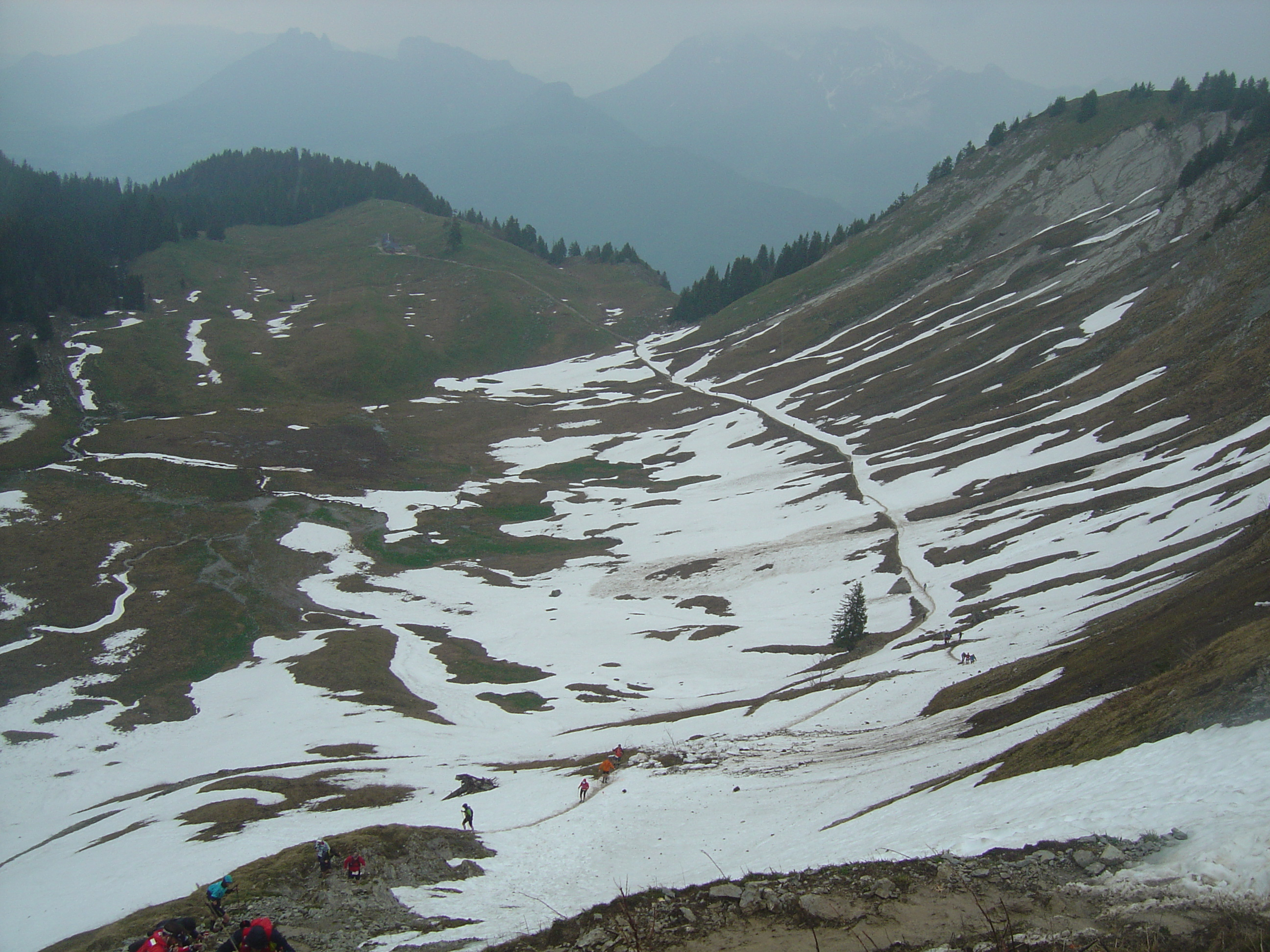
Plaques de neige sur le final de l'ascension de la montagne du Charbon en 2019

## Parcours
Plusieurs formats de course sont organisés (les tracés pouvant légèrement varier, valeurs de 2018).

### La Vertical-Race
Elle s'effectue sur 4 km et 850 m de dénivelé positif, sur le même modèle que les kilomètres verticaux.

### Les courses de17km
Deux formats de course:
- Short-Race : 17 km et 1 090 m de dénivelé positif
- Femina-Race : le même parcours mais cependant réservé aux femmes

Le parcours consiste à partir d'Annecy-le-Vieux pour grimper la montagne du Veyrier en passant par le col des Contrebandiers (1 052 m) puis le mont Baron (1 295 m)avant de redescendre vers Annecy-le-Vieux en passant par le « Pré Vernet ». L'arrivée s'effectue sur la plage d'Albigny (448 m), au bord du lac d'Annecy.

### La Marathon-Race
C'est un parcours de 42 km et 2 650 m de dénivelé positif à parcourir en solo, sur les montagnes à l'Est du lac d'Annecy.
Les coureurs partent de Doussard, à environ 465 m d'altitude, où ils ont préalablement été acheminés tôt en navette depuis Annecy-le-Vieux. Le profil monte rapidement avec trois ascensions successives entrecoupées de petites descentes: le col de la Forclaz (1 147 m), le col de l'Aulp (1 426 m), grimpé depuis le hameau de La Côte (proche de Montmin), le pas de l'Aulp, sous le roc Lancrenaz (1 681 m), après être descendu du chalet de l'Aulp jusqu'au chalet des Crottes (1 335 m). La montée vers le roc Lancrenaz est particulièrement raide et les coureurs peuvent s'aider sur la fin d'un câble de main courante.
Les coureurs descendent ensuite jusqu'à Villards-Dessus (761 m), sur la commune d'Alex, où se situe un ravitaillement liquide, après une descente très pentue,du roc Lancrenaz, puis à Menthon-Saint-Bernard (482 m au centre), où se situe le dernier ravitaillement avant l'ultime ascension du mont Baron. Le village est dominé par son fameux château inscrit parmi les monuments historiques en 1989.
Le mont Baron (1 295 m) est la dernière grande ascension, celui-ci précédé par le col des Contrebandiers(1 052 m)atteint après une portion goudronnée d'environ 400 m. Outre le fait que l'ascension du mont Veyrier soit l'ultime grande montée du parcours, elle peut être encore plus difficile par forte chaleur car les coureurs n'ont plus de ravitaillement en eau après Menthon-Saint-Bernard. Les coureurs atteignent ensuite le mont Veyrier (1 291 m) en longeant la même crête qui permet d'avoir des panoramas sur le lac d'Annecy qu'il surplombe. De là, les coureurs n'ont plus qu'à basculer jusqu'à Annecy-le-Vieux avec l'arrivée sur la plage d'Albigny (448 m) .

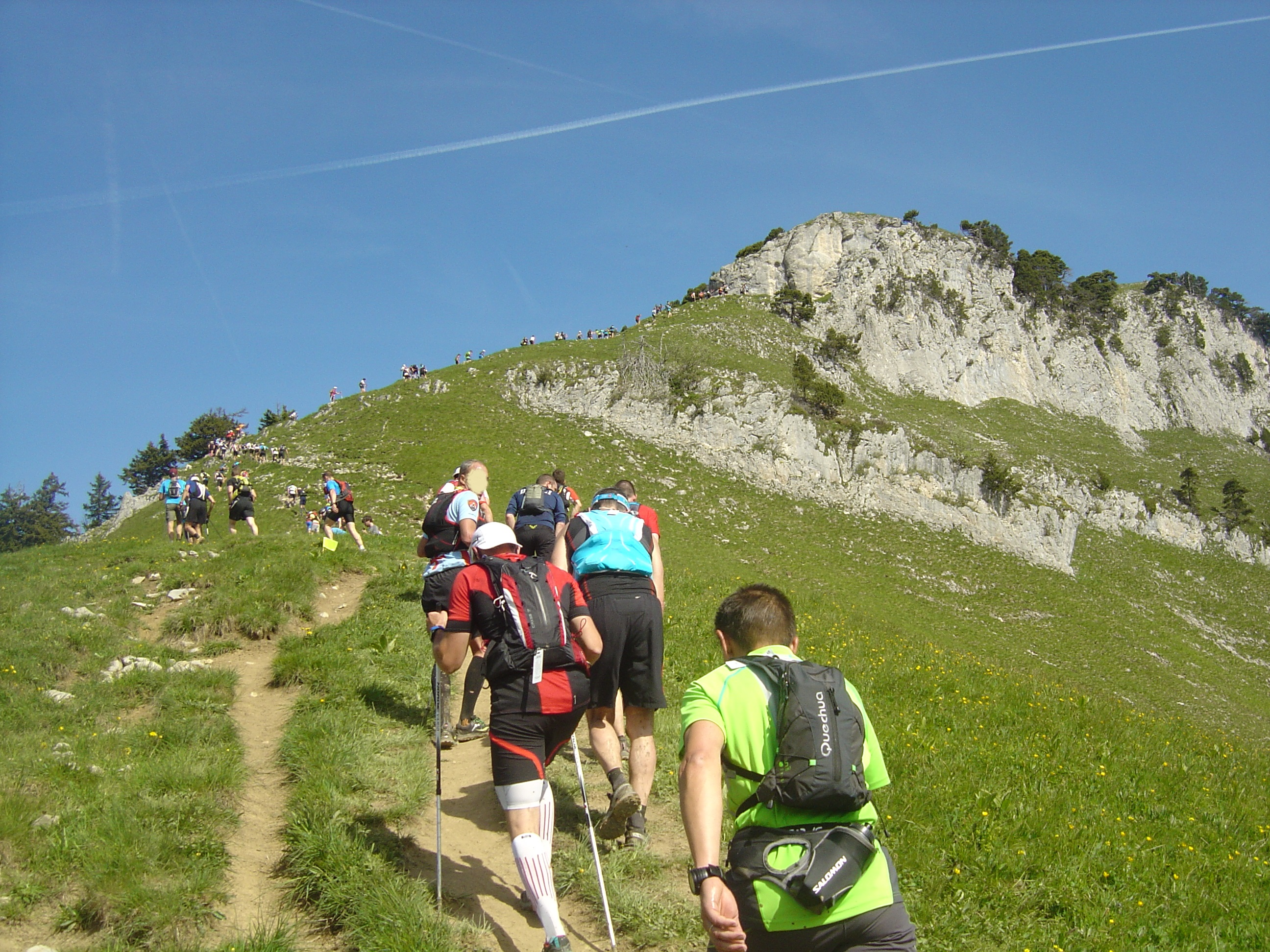
Ascension du Pas de l’Aulp sur la Marathon Race 2015
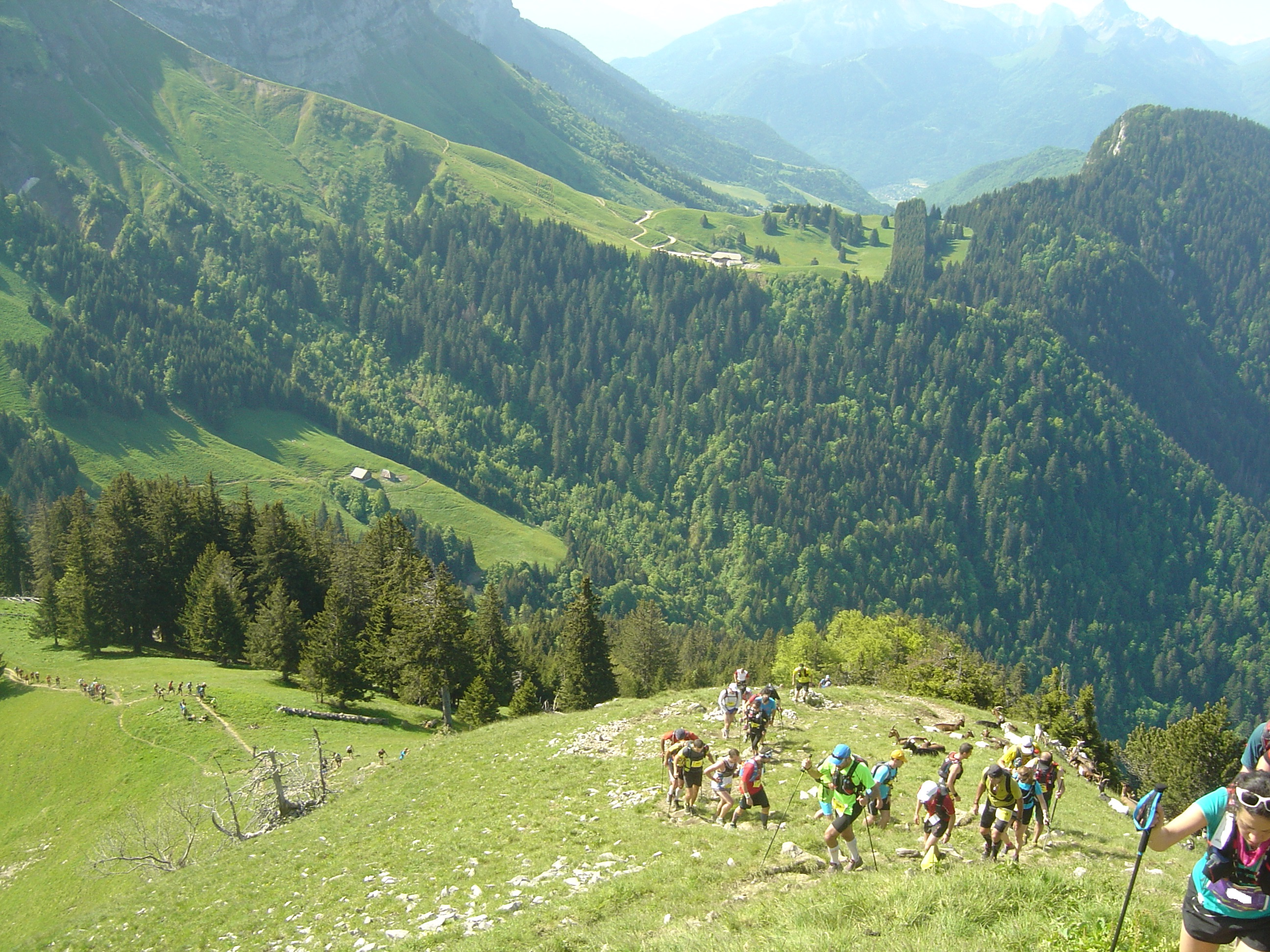
Vue en arrière sur l’ascension du Pas de l’Aulp sur la Marathon Race 2015
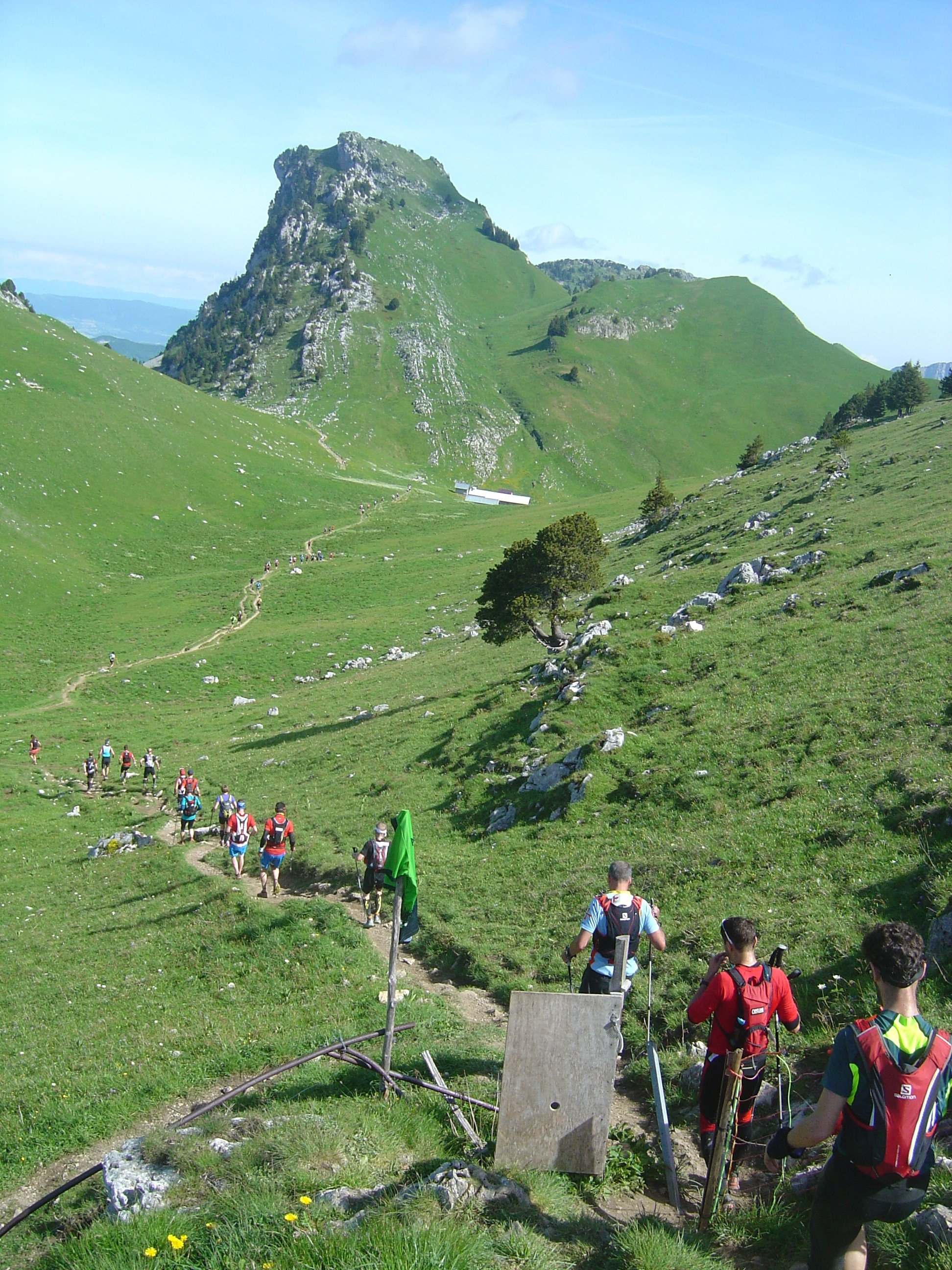
Début de la descente du roc Lancrenaz sur la marathon Race 2015
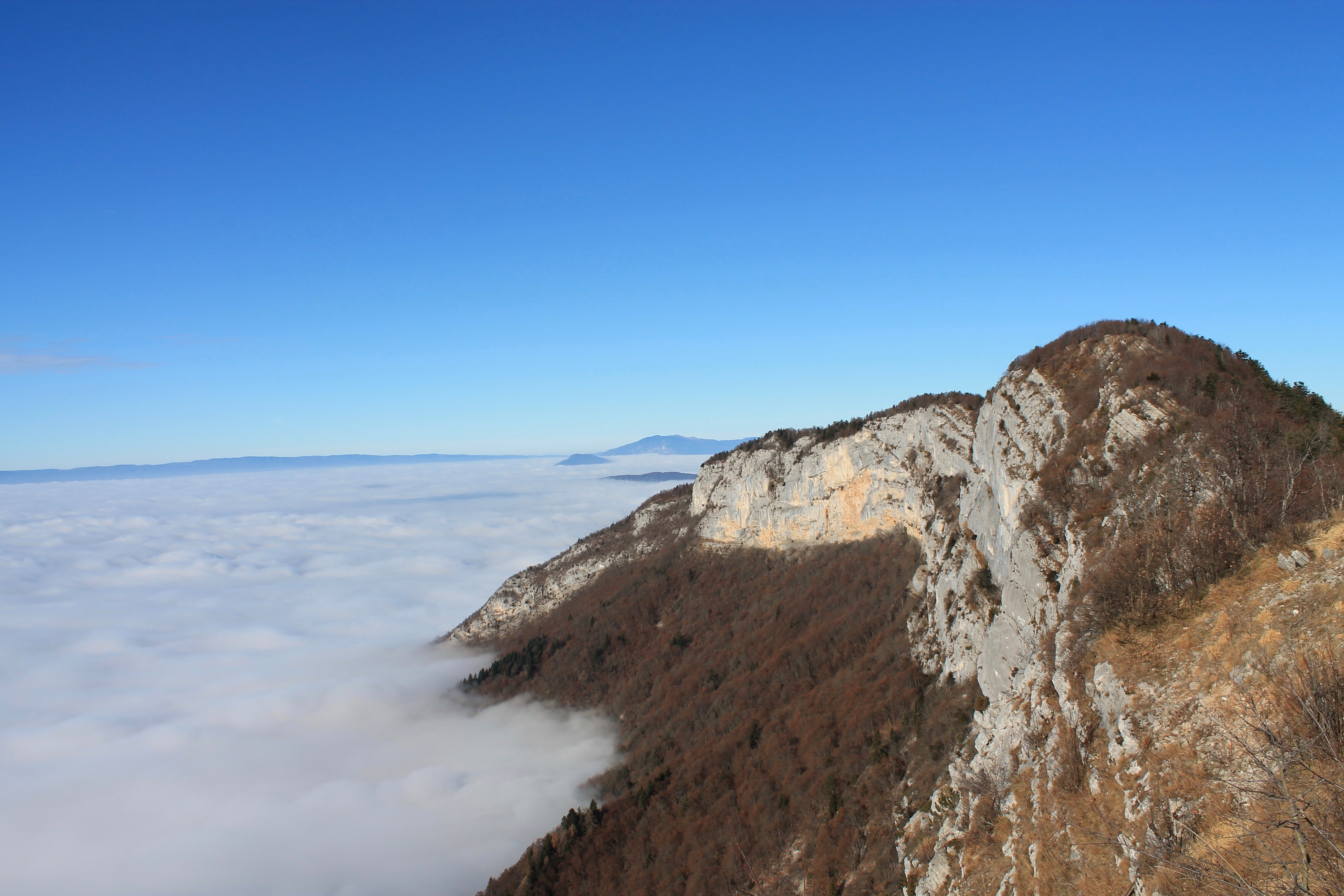
Crête du mont Veyrier

### Les courses de85km
Trois formats de course:
- Maxi-Race : 85 km et 5 150 m de dénivelé positif à parcourir en solo, consistant en une grande boucle autour du lac d'Annecy
- XL-Race : le même parcours mais à parcourir en 2 jours[28]
- R-Race : 85 km et 5 150 m de dénivelé positif en équipe de 2 ou 4

Le départ s'effectue à Annecy-le-Vieux avec pour première grande ascension la montagne du Semnoz, effectuée de nuit. Avec un départ à 3h30 du matin, il est fréquent que les coureurs atteignent le sommet à l'aube. Elle culmine au crêt de Châtillon (1 702 m) cependant la route monte jusqu'à 1 670 m d'altitude. Les coureurs descendent par la suite jusqu'à La Touvière, bifurquant avant le col de Leschaux. En seconde principale difficulté, les coureurs grimpent col de la Cochette(1 298 m), au nord de la crête du roc des Bœufs, abordée après le village de Saint-Eustache(730 m). En arrivant au col de la Cochette, ils longent la crête de la montagne d'Entrevernes avant de descendre vers le lieu-dit « Les Maisons » (664 m).
Les coureurs de la XL Race font une première étape à la base-vie de Doussard avant de reprendre la course du même point le lendemain. À partir de Doussard, la seconde partie des parcours de 85 km est la copie conforme de l'itinéraire de la Marathon-Race avec les montagnes de la rive orientale du lac d'Annecy.

### Les courses de117km
Deux formats de course:
- Ultra-Race : 117 km et 7 360 m de dénivelé positif à parcourir en solo
- XXL-Race : le même parcours mais à parcourir en 2 jours

Les coureurs prennent le départ d'Annecy-le-Vieux en pleine nuit, à la lueur des lampes frontales et suivent scrupuleusement la première partie des parcours de 85 km jusqu'au hameau des Maisons. Cependant, ils rejoignent plus tardivement Doussard, enchainant quatre ascensions supplémentaires au Sud du lac d'Annecy: le col de la Frasse (1 378 m)sous la crête du roc des Bœufs, le crêt du Char (1 468 m), depuis le lieu-dit « Précheret », la montagne du Charbon à près de 1 700 m d'altitude avant de descendre vers la combe d'Ire puis enfin après une descente en grande partie large et raide la montée vers le lieu-dit « Les Replens-Dessus ». De là, ils descendent jusqu'à Bourgeal (commune de Giez) avant de rejoindre la base-vie de Doussard. La suite du parcours est la même que celle de la Marathon-Race.

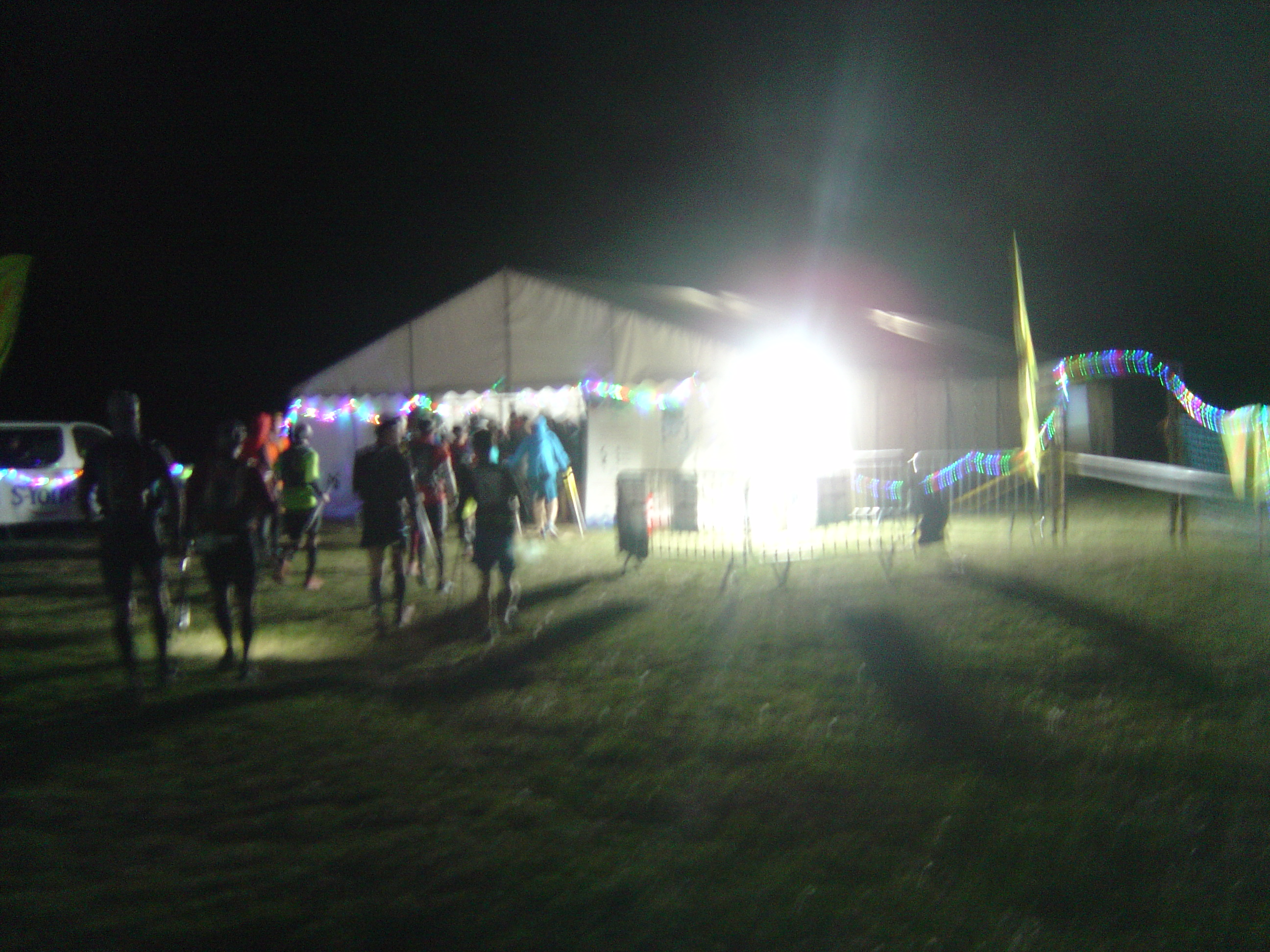
Ravitaillement nocturne de la montagne du Semnoz.
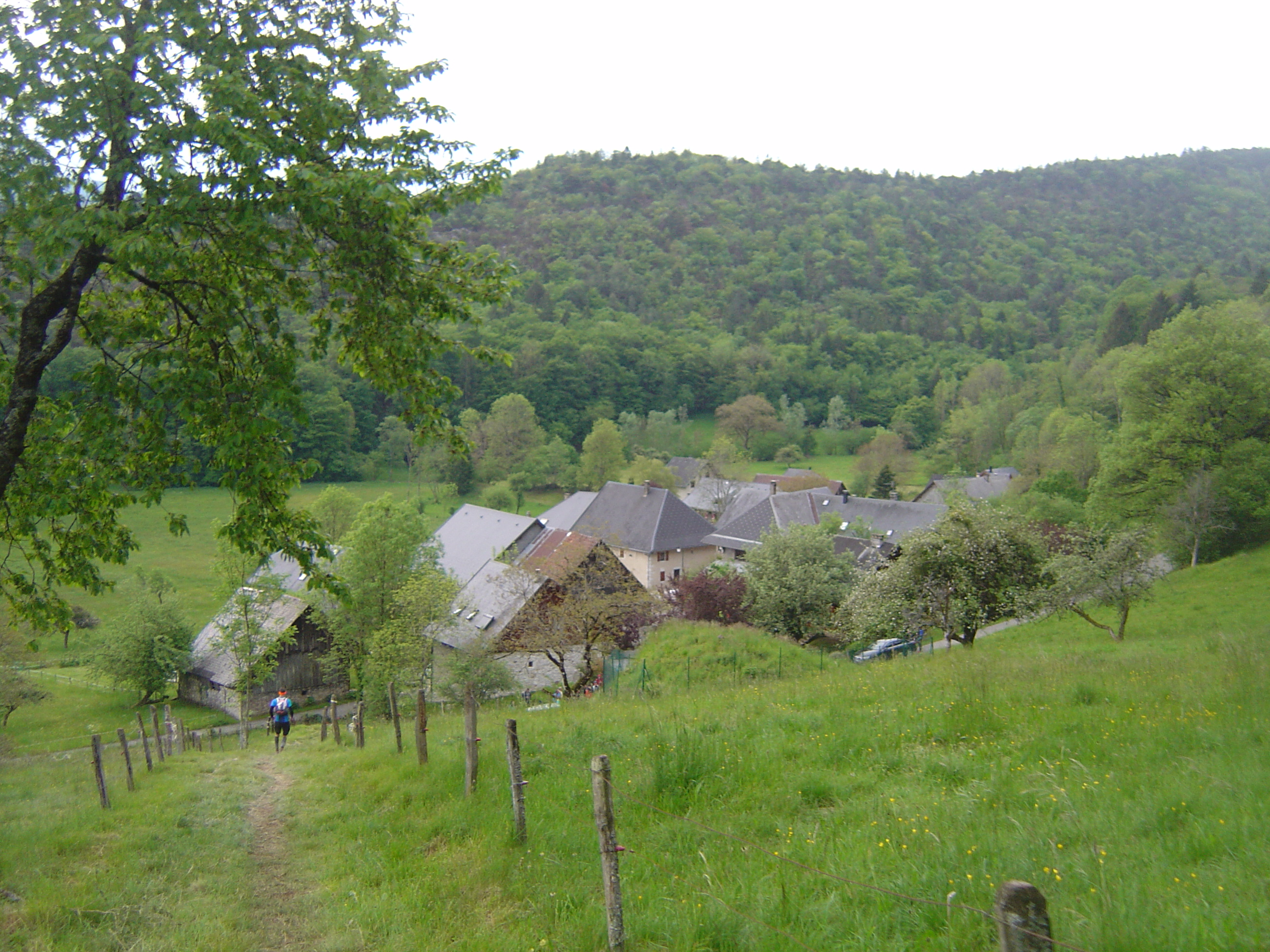
Plus bas « Les Maisons », ravitaillement liquide peu avant la séparation des parcours de l’Ultra-Race et la Maxi-Race
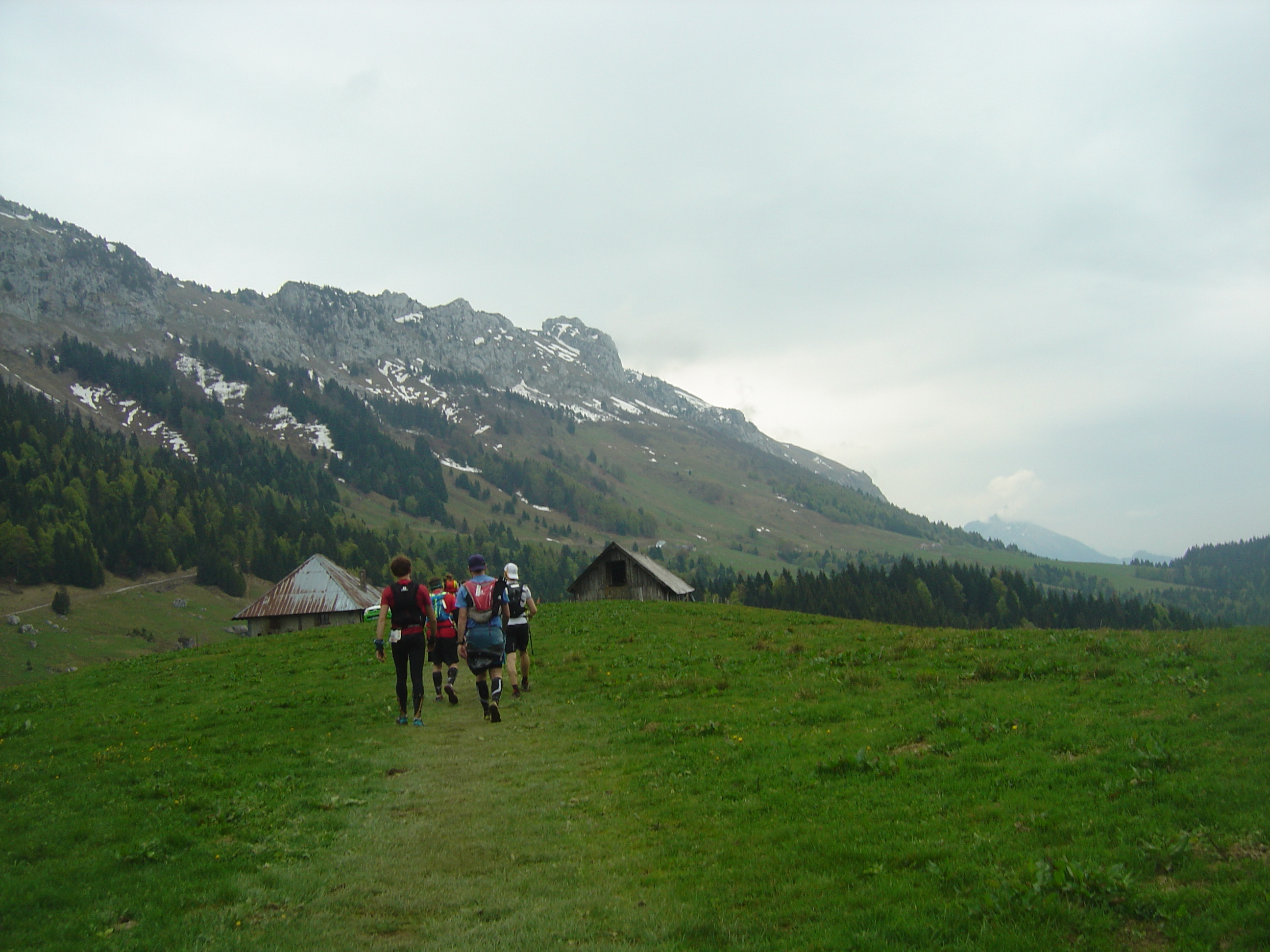
Les chalets du Char dans la descente du crêt du Char
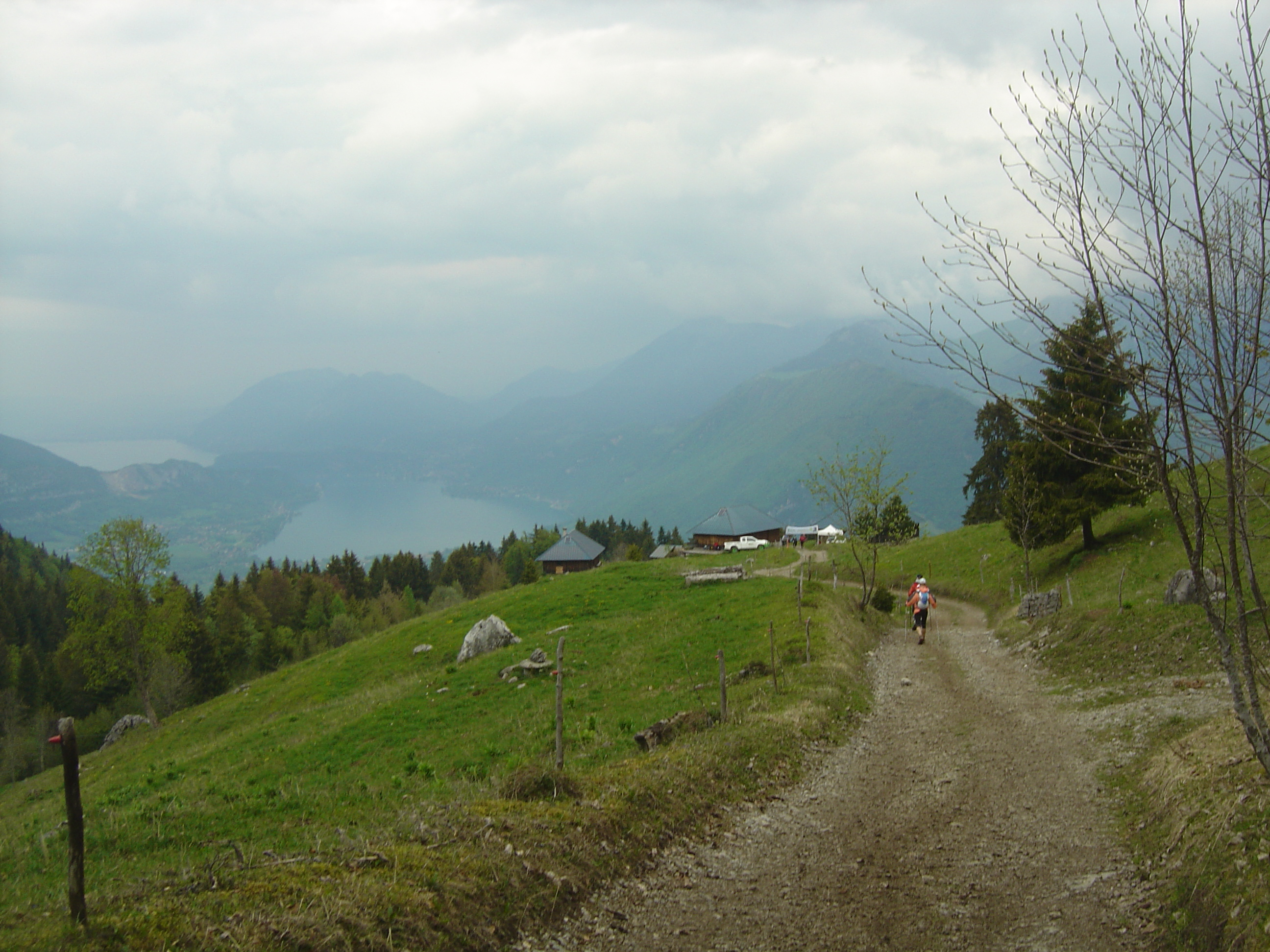
Le début de la descente des Replens

## Palmarès

### L'Ultra Race
| Édition | Date            | Hommes                                      | Hommes                                      | Hommes                                      | Femmes                                      | Femmes                                      | Femmes                                      |
| ------- | --------------- | ------------------------------------------- | ------------------------------------------- | ------------------------------------------- | ------------------------------------------- | ------------------------------------------- | ------------------------------------------- |
|         |                 | Rang                                        | Athlète                                     | Temps                                       | Rang                                        | Athlète                                     | Temps                                       |
| 1re     | 27 mai 2017     | 1re                                         | François D'Haene                            | 12 h 55 min                                 | 5e                                          | Caroline Chaverot                           | 15 h 08 min 59 s                            |
| 2e      | 26 mai 2018     | 1re                                         | Francesco Cucco                             | 15 h 01 min 08 s                            | 3e                                          | Mimmi Kotka                                 | 15 h 51 min 01 s                            |
| 3e      | 25 mai 2019     | 1re                                         | Unaï Dorronsoro                             | 13 h 47 min 32 s                            | 39e                                         | Ildikó Wermescher                           | 17 h 34 min 51 s                            |
|         | 2020            | Annulé en raison de la pandémie de Covid-19 | Annulé en raison de la pandémie de Covid-19 | Annulé en raison de la pandémie de Covid-19 | Annulé en raison de la pandémie de Covid-19 | Annulé en raison de la pandémie de Covid-19 | Annulé en raison de la pandémie de Covid-19 |
| 4e      | 30 octobre 2021 | 1re                                         | Matthis Granet                              | 14 h 21 min 44 s                            | 56e                                         | Erika Brodard                               | 19 h 17 min 26 s                            |
|         | 2022            | Pas organisé                                | Pas organisé                                | Pas organisé                                | Pas organisé                                | Pas organisé                                | Pas organisé                                |

En 2017, le parcours faisait 110 km, contre 116 km en 2018 d'où des temps plus rapides en 2017.

### XXL Race
| Édition | Date            | Hommes                                      | Hommes                                      | Hommes                                      | Femmes                                      | Femmes                                      | Femmes                                      |
| ------- | --------------- | ------------------------------------------- | ------------------------------------------- | ------------------------------------------- | ------------------------------------------- | ------------------------------------------- | ------------------------------------------- |
|         |                 | Rang                                        | Athlète                                     | Temps                                       | Rang                                        | Athlète                                     | Temps                                       |
| 1re     | 26 mai 2017     | 1re                                         | Yannick Heusey                              | 14 h 06 min 38 s                            | 10e                                         | Valérie Cottens                             | 19 h 10 min 14 s                            |
| 2e      | 25 mai 2018     | 1re                                         | Sacha Devillaz                              | 13 h 29 min 30 s                            | 7e                                          | Carole Bouteille                            | 16 h 54 min 37 s                            |
| 3e      | 25 mai 2019     | 1re                                         | Germain Grangier                            | 12 h 56 min 43 s                            | 50e                                         | Jocelyne Amar Delapierre                    | 22 h 49 min 38 s                            |
|         | 2020            | Annulé en raison de la pandémie de Covid-19 | Annulé en raison de la pandémie de Covid-19 | Annulé en raison de la pandémie de Covid-19 | Annulé en raison de la pandémie de Covid-19 | Annulé en raison de la pandémie de Covid-19 | Annulé en raison de la pandémie de Covid-19 |
| 4e      | 30 octobre 2021 | 1re                                         | Guillaume Adam                              | 15 h 08 min 37 s                            | 14e                                         | Beth Chapman                                | 19 h 06 min 28 s                            |
|         | 2022            | Pas organisé                                | Pas organisé                                | Pas organisé                                | Pas organisé                                | Pas organisé                                | Pas organisé                                |

En 2017, le parcours faisait 110 km contre 116 km en 2018.

### Maxi-Race
| Édition | Date            | Hommes                                                 | Hommes                                                 | Hommes                                                 | Femmes                                                 | Femmes                                                 | Femmes                                                 |
| ------- | --------------- | ------------------------------------------------------ | ------------------------------------------------------ | ------------------------------------------------------ | ------------------------------------------------------ | ------------------------------------------------------ | ------------------------------------------------------ |
|         |                 | Rang                                                   | Athlète                                                | Temps                                                  | Rang                                                   | Athlète                                                | Temps                                                  |
| 1re     | 29 mai 2011     | 1re                                                    | Iker Karrera                                           | 8 h 36 min 13 s                                        | 23e                                                    | Catherine Dubois                                       | 11 h 02 min 46 s                                       |
| 2e      | 26 mai 2012     | 1re                                                    | Philipp Reiter                                         | 9 h 45 min 32 s                                        | 4e                                                     | Anna Frost                                             | 10 h 15 min 23 s                                       |
|         | 25 mai 2013     | Annulé à cause de conditons météorologiques difficiles | Annulé à cause de conditons météorologiques difficiles | Annulé à cause de conditons météorologiques difficiles | Annulé à cause de conditons météorologiques difficiles | Annulé à cause de conditons météorologiques difficiles | Annulé à cause de conditons météorologiques difficiles |
| 3e      | 31 mai 2014     | 1re                                                    | Sébastien Spehler                                      | 8 h 45 min 26 s                                        | 23e                                                    | Caroline Chaverot                                      | 10 h 15 min 25 s                                       |
| 4e      | 30 mai 2015     | 1re                                                    | Alexandre Mayer                                        | 9 h 23 min 40 s                                        | 30e                                                    | Mélanie Rousset                                        | 10 h 49 min 39 s                                       |
| 5e      | 28 mai 2016     | 1re                                                    | Ludovic Pommeret                                       | 8 h 56 min 03 s                                        | 19e                                                    | Andrea Huser                                           | 10 h 38 min 40 s                                       |
| 6e      | 27 mai 2017     | 1re                                                    | Sébastien Spehler — 2e victoire                        | 8 h 47 min 47 s                                        | 20e                                                    | Perrine Tramoni-Carsac                                 | 10 h 50 min 32 s                                       |
| 7e      | 26 mai 2018     | 1re                                                    | Germain Grangier                                       | 9 h 31 min 13 s                                        | 15e                                                    | Katie Schide                                           | 11 h 04 min 17 s                                       |
| 8e      | 25 mai 2019     | 1re                                                    | Michel Lanne                                           | 8 h 40 min 37 s                                        | 23e                                                    | Marion Delespierre                                     | 10 h 57 min 57 s                                       |
|         | 2020            | Annulé en raison de la pandémie de Covid-19            | Annulé en raison de la pandémie de Covid-19            | Annulé en raison de la pandémie de Covid-19            | Annulé en raison de la pandémie de Covid-19            | Annulé en raison de la pandémie de Covid-19            | Annulé en raison de la pandémie de Covid-19            |
| 9e      | 30 octobre 2021 | 1re                                                    | Davide Cheraz                                          | 9 h 45 min 49 s                                        | 17e                                                    | Kathrin Götz                                           | 11 h 31 min 13 s                                       |
| 10e     | 28 mai 2022     | 1re                                                    | Seth Ruhling                                           | 8 h 44 min 46 s                                        | 37e                                                    | Julia Rezzi                                            | 11 h 21 min 54 s                                       |
| 11e     | 27 mai 2023     | 1re                                                    | Miguel Arsénio (pt)                                    | 8 h 40 min 07 s                                        | 22e                                                    | Fiona Porte                                            | 10 h 15 min 21 s                                       |
| 12e     | 1er juin 2024   | 1re                                                    | Mathieu Blanchard                                      | 9 h 10 min 52 s                                        | 19e                                                    | Camille Bruyas                                         | 11 h 00 min 56 s                                       |
| 13e     | 31 mai 2025     | 1re                                                    | Hugo Deck                                              | 10 h 23 min 52 s                                       | 25e                                                    | Magali Mellon                                          | 12 h 30 min 24 s                                       |

### XL Race
| Édition | Date            | Hommes                                      | Hommes                                      | Hommes                                      | Femmes                                      | Femmes                                      | Femmes                                      |
| ------- | --------------- | ------------------------------------------- | ------------------------------------------- | ------------------------------------------- | ------------------------------------------- | ------------------------------------------- | ------------------------------------------- |
|         |                 | Rang                                        | Athlète                                     | Temps                                       | Rang                                        | Athlète                                     | Temps                                       |
| 1re     | 31 mai 2014     | 1re                                         | Gael Raynaud                                | 7 h 56 min 32 s                             | 10e                                         | Aurélia Truel                               | 9 h 52 min 23 s                             |
| 2e      | 30 mai 2015     | 1re                                         | René Rovera                                 | 8 h 41 min 56 s                             | 17e                                         | Virginie Govignon                           | 10 h 40 min 50 s                            |
| 3e      | 31 mai 2016     | 1re                                         | Thomas Lorblanchet                          | 7 h 56 min 32 s                             | 33e                                         | Martine Volay                               | 11 h 21 min 45 s                            |
| 4e      | 26 mai 2017     | 1re                                         | Sacha Devillaz                              | 8 h 26 min 50 s                             | 49e                                         | Elodie Tercier                              | 11 h 40 min 21 s                            |
| 5e      | 26 mai 2018     | 1re                                         | Diego Pazos                                 | 8 h 17 min 55 s                             | 56e                                         | Armelle Magat-Saunier                       | 11 h 56 min 35 s                            |
| 6e      | 25 mai 2019     | 1re                                         | Francesco Cucco                             | 8 h 49 min 15 s                             | 27e                                         | Magali Doucende Favaro                      | 11 h 09 min 01 s                            |
|         | 2020            | Annulé en raison de la pandémie de Covid-19 | Annulé en raison de la pandémie de Covid-19 | Annulé en raison de la pandémie de Covid-19 | Annulé en raison de la pandémie de Covid-19 | Annulé en raison de la pandémie de Covid-19 | Annulé en raison de la pandémie de Covid-19 |
| 7e      | 30 octobre 2021 | 1re                                         | Kevin Dunand                                | 9 h 38 min 49 s                             | 6e                                          | Camille Guy                                 | 12 h 33 min 23 s                            |
|         | 2022            | Pas organisé                                | Pas organisé                                | Pas organisé                                | Pas organisé                                | Pas organisé                                | Pas organisé                                |
| 8e      | 27 mai 2023     | 1re                                         | Matis Leray                                 | 9 h 19 min 43 s                             | 33e                                         | Elise Lefèvre                               | 12 h 58 min 54 s                            |
| 9e      | 1er juin 2024   | 1re                                         | Robinson Balestriero                        | 7 h 41 min 03 s                             | 14e                                         | Camille Guy                                 | 9 h 37 min 20 s                             |
| 10e     | 31 mai 2025     | 1re                                         | Arthur Christophe                           | 11 h 24 min 57 s                            | 26e                                         | Magali Le Gall                              | 14 h 17 min 04 s                            |

### Marathon-Race/Shokz-Race
| Édition | Date            | Hommes                                                 | Hommes                                                 | Hommes                                                 | Femmes                                                 | Femmes                                                 | Femmes                                                 |
| ------- | --------------- | ------------------------------------------------------ | ------------------------------------------------------ | ------------------------------------------------------ | ------------------------------------------------------ | ------------------------------------------------------ | ------------------------------------------------------ |
|         |                 | Rang                                                   | Athlète                                                | Temps                                                  | Rang                                                   | Athlète                                                | Temps                                                  |
| 1re     | 29 mai 2011     | 1re                                                    | Fabien Tanguy                                          | 3 h 43 min 37 s                                        | 10e                                                    | Laetitia Roux                                          | 4 h 13 min 25 s                                        |
| 2e      | 27 mai 2012     | 1re                                                    | Nicolas Pianet                                         | 4 h 10 min 15 s                                        | 12e                                                    | Maud Gobert                                            | 4 h 47 min 05 s                                        |
|         | 25 mai 2013     | Annulé à cause de conditons météorologiques difficiles | Annulé à cause de conditons météorologiques difficiles | Annulé à cause de conditons météorologiques difficiles | Annulé à cause de conditons météorologiques difficiles | Annulé à cause de conditons météorologiques difficiles | Annulé à cause de conditons météorologiques difficiles |
| 3e      | 1er juin 2014   | 1re                                                    | Adrien Michaud                                         | 4 h 06 min 20 s                                        | 19e                                                    | Stéphanie Duc                                          | 4 h 48 min 04 s                                        |
| 4e      | 31 mai 2015     | 1re                                                    | Benjamin Petitjean                                     | 3 h 50 min 44 s                                        | 6e                                                     | Céline Lafaye                                          | 4 h 21 min 25 s                                        |
| 5e      | 29 mai 2016     | 1re                                                    | Robin Cattet                                           | 3 h 36 min 31 s                                        | e                                                      | Mimmi Kotka                                            | 4 h 07 min 19 s                                        |
| 6e      | 28 mai 2017     | 1re                                                    | Clément Molliet                                        | 4 h 02 min 27 s                                        | 36e                                                    | Cécile Clet                                            | 4 h 58 min 23 s                                        |
| 7e      | 27 mai 2018     | 1re                                                    | Thibaut Garrivier                                      | 3 h 53 min 15 s                                        | 32e                                                    | Marie Perrier                                          | 4 h 50 min 18 s                                        |
| 8e      | 26 mai 2019     | 1re                                                    | Adrien Michaud — 2e victoire                           | 3 h 39 min 28 s                                        | 55e                                                    | Marine Quintard                                        | 4 h 45 min 33 s                                        |
|         | 2020            | Annulé en raison de la pandémie de Covid-19            | Annulé en raison de la pandémie de Covid-19            | Annulé en raison de la pandémie de Covid-19            | Annulé en raison de la pandémie de Covid-19            | Annulé en raison de la pandémie de Covid-19            | Annulé en raison de la pandémie de Covid-19            |
| 9e      | 31 octobre 2021 | 1re                                                    | Thibaut Garrivier — 2e victoire                        | 3 h 54 min 09 s                                        | 16e                                                    | Candice Fertin                                         | 4 h 35 min 40 s                                        |
| 10e     | 29 mai 2022     | 1re                                                    | Jonathan Albon                                         | 3 h 29 min 25 s                                        | 12e                                                    | Katie Schide                                           | 4 h 08 min 58 s                                        |
| 11e     | 28 mai 2023     | 1re                                                    | Antonio Martínez Pérez                                 | 4 h 00 min 28 s                                        | 30e                                                    | Anne-Lise Rousset Séguret                              | 4 h 53 min 29 s                                        |
| 12e     | 2 juin 2024     | 1re                                                    | Louis Théron                                           | 5 h 31 min 47 s                                        | 31e                                                    | Lucie Bidault                                          | 6 h 46 min 03 s                                        |
| 13e     | 1er juin 2025   | 1re                                                    | Antoine Charvolin                                      | 5 h 19 min 00 s                                        | 16e                                                    | Ruth Croft                                             | 6 h 09 min 05 s                                        |

Les distances ont été déclarées à 33 km en 2011 et 36 km en 2012.